# Ритов (Брагінський район)
Ритов — (біл. вёска Рытаў), село (веска) в складі Брагінського району розташоване в Гомельській області Білорусі. Село підпорядковане Маложинській сільській раді і в ньому мешкає 91 особа (станом на 2004 рік).
Село Ритов розташоване на південному сході Білорусі, в південній частині Гомельської області, за 22 кілометри східніше від районного центру Брагіна.